# جامعة كاوهسيونج نورمال الوطنية
جامعة كاوهسيونج نورمال الوطنية (بالإنجليزية: National Normal University of Kaohsiung)‏ (يُشار إليها اختصارًا: NKNU)؛ جامعة عامة تقع في منطقة لينغيا في كاوهسيونغ في تايوان. تأسست في عام 1967، وتمتلك الجامعة فرعان هو بينج والثاني ين تشاو. كما يوجد في الجامعة حاليا خمس كليات هي التربية، العلوم الإنسانية، العلوم، التكنولوجيا، وكلية الآداب.

## التاريخ
تأسست الجامعة في الأصل باسم كلية المعلمين كاوشيونغ الإقليمية في عام 1954. في عام 1967 تم تغيير اسم الكلية إلى كلية المعلمين كاوهسيونغ بمقاطعة تايوان من قبل حكومة مقاطعة تايوان. في 1 يوليو 1980 غُيّر اسم الكلية إلى كلية المعلمين كاوشيونغ الوطنية. في 1 أغسطس 1989 أعيد تسميتها كجامعة كاوشيونغ الوطنية العادية. في عام 1989 بدأت الجامعة خطة لبناء فرع ثاني لها في منطقة Yanchao وافتتح في عام 1990.

## الحرم الجامعي
تمتلك الجامعة مركز أنشطة متعدد المهام مكون من ثمانية طوابق يخدم أكثر من 60 منظمة طلابية داخلية، لكل منها عضو هيئة تدريس كمستشار.
توفر الجامعة في كل من فرع هو بينج وفرع ين تشاو صالات نوم مشتركة للرجال والنساء. يتم تقديم الوجبات في الحرم الجامعي بالتنسيق مع لجنة غذاء أقرتها الجامعة.
كما تمتلك الجامعة أيضًا مركز للرعاية الطبية يضم أطباء أسنان وأطباء نفسيين لتقديم الخدمات الطبية لأعضاء هيئة التدريس والطلاب.

### فرع هو بينج
يقع الحرم الجامعي في كاوشيونغ الحضرية مقابل مركز تشيانغ كاي شيك الثقافي، على مساحة 13 هكتارًا.

### فرع ين تشاو
في سبتمبر 1999 افتتحت الجامعة حرمها الثاني في منطقة Yen-Chao، والتي تبلغ مساحتخ 50 هكتارًا على بعد نحو 30 دقيقة بالسيارة من وسط مدينة كاوشيونغ.

## لجنة قبول الطلاب الدوليين
- جامعة كاوهسيونغ العادية - قسم التعاون الدولي مكتب البحث والتطوير

## التسجيل بالجامعة
- يبدأ كل عام دراسي في تايوان في 1 أغسطس وينتهي في 31 يوليو من العام التالي.
- تبدأ فصول الفصل الدراسي الأول عادةً في منتصف سبتمبر أو أواخر سبتمبر وتنتهي في منتصف يناير.
- تبدأ فصول الفصل الدراسي الثاني في أواخر فبراير من السنة التقويمية التالية وتنتهي في منتصف يونيو.

## الدراسات العليا
تقدم الجامعة درجات البكالوريوس، ودرجات الماجستير، ودرجات الدكتوراه في العديد من التخصصات.
- برامج للطلاب الدوليين
- برنامج البكالوريوس: 4 - 6 سنوات
- برنامج الماجستير / برنامج الدراسات العليا: 2 - 3 سنوات
- برنامج الدكتوراه: 2 - 6 سنوات

## الجامعات الشقيقة الدولية
- أستراليا
  - جامعة كيرتن
  - جامعة سيدني
- كندا
  - جامعة أوتاوا
- الصين
  - جامعة بكين للمعلمين
  - جامعة شنغهاي للمعلمين
  - جامعة جنوب الصين للمعلمين
  - جامعة شرق الصين العادية
  - جامعة شمال شرق عادي
  - جامعة شنشى نورمال
  - جامعة وسط الصين العادية
  - جامعة هونان نورمال
  - جامعة رنمين الصينية
  - جامعة قوانغتشو
  - جامعة الجنان
  - جامعة نانتشانغ
  - جامعة شيامن
- هنغاريا
  - أكاديمية فرانز ليزت للموسيقى
- التشيكية
  - الجامعة التقنية التشيكية في براغ
- فرنسا
  - جامعة باريس ديدرو
- ألمانيا
  - جامعة بادربورن
- هونج كونج
  - جامعة هونغ كونغ التعليمية
- الهند
  - تشيناي (تعتبر جامعة)
- اليابان
  - جامعة أوساكا كيويكو
  - جامعة حوسي
- كوريا
  - جامعة حليم
  - جامعة كيونغبوك الوطنية
- ماليزيا
  - جامعة تونكو عبد الرحمن
- المملكة المتحدة
  - معهد التربية
- الولايات المتحدة
  - جامعة إلينوي
  - نظام جامعة ألاسكا
  - جامعة نورث كارولينا في شارلوت
  - جامعة داكوتا الشمالية
  - كلية تشارلستون

## مركز تدريس اللغة والثقافة
- يقدم مركز تدريس اللغة والثقافة (CLCT) مجموعة متنوعة من دورات اللغة غير الائتمانية للطلاب الدوليين والطلاب الصينيين في الخارج.
- يحافظ المركز على نسبة المعلم إلى الطالب من 1 إلى 8.
- بالإضافة إلى دورات اللغة، يقدم المركز أيضًا مجموعة متنوعة من ورش العمل الثقافية، مثل الخط الصيني، والطعام الصيني، وقطع الورق والحرف اليدوية التقليدية.

## مركز البحوث لتعليم الكبار
- أنشأت الجامعة مركز البحوث لتعليم الكبار في 1 ديسمبر 1991 لتعزيز التعلم مدى الحياة لجميع المواطنين بنشاط.
- يهدف هذا المركز إلى تعزيز أبحاث وممارسات تعليم الكبار في جنوب تايوان وبالتالي مساعدة المواطنين على مواكبة الوقت.
- ينظم المركز مجموعة من المتطوعين في تعليم الكبار الذين يدعمون بحماس أنشطة المركز المختلفة.

## مركز خدمات المختبر البيئي
- يضم المركز أعضاء لتقيم تقنيات عزل الليجيونيلا البيئي (ELITE) من قبل المراكز الأمريكية لمكافحة الأمراض والوقاية منها.